# Баранов, Александр Михайлович (учёный)
Алекса́ндр Миха́йлович Бара́нов (род. 29 февраля 1948, Холмск) — советский и российский физик, доктор физико-математических наук, профессор.

## Биография
Окончил среднюю школу № 6 с отличием. В 1972 году окончил физический факультет Красноярского государственного университета с отличием. Защитил дипломную работу на тему: «Комплексные методы в общей теории относительности и отыскание некоторых решений уравнений Эйнштейна», — на кафедре теоретической физики Университета дружбы народов под руководством Н. В. Мицкевича. В 1973—1976 годах учился в аспирантуре кафедры теоретической физики Университета дружбы народов, в 1976 году защитил кандидатскую диссертацию на тему: «Анализ гравитационных полей на основе алгебраической классификации Петрова: их конструирование и композиция».
В 1977—1979 годах был ассистентом, в 1979—1981 годах — старшим преподавателем, в 1981—1991 годах — заместителем заведующего кафедрой, в 1982—1995 годах — доцентом кафедры теоретической физики Красноярского государственного университета. В 1994 году защитил докторскую диссертацию на тему: «Алгебраические классификации пространств и физические модели в общей теории относительности». С 1995 года является профессором кафедры теоретической физики КГУ, в 2002—2011 годах был заведующим этой кафедрой. В 1997—2008 годах был деканом физического факультета КГУ.
С 2012 года является профессором кафедры физики Красноярского государственного педагогического университета, в 2013—2016 годах заведовал этой кафедрой.

## Научная деятельность
Автор более четырёхсот тридцати научных и ста сорока учебно-методических публикаций.
В 2002—2006 годах был ведущим редактором серии «Физико-математические науки» журнала «Вестник Красноярского государственного университета» по направлению «Физика». В 2005—2008 годах был заместителем председателя диссертационного совета КГУ.

## Признание
- 1995 — соросовский доцент.
- 1997 — соросовский доцент.
- 1999 — Почётный работник высшего профессионального образования Российской Федерации
- 2000 — соросовский профессор.